# شركة ناقلات النفط الكويتية
شركة ناقلات النفط الكويتية هي إحدى الشركات التابعة لمؤسسة البترول الكويتية، و تقوم الشركة بشراء وإدارة ناقلات النفط.

## تاريخ
تأسست الشركة في أبريل 1957 على يد مجموعة من المستثمرين الكويتيين، وبعد سنتين تم تشغيل أول ناقلة نفط كويتية كاظمة بحمولة 49,000 طن. و في عام 1976 تملكت الحكومة الكويتية 49٪ من أسهم الشركة مما شكل دفعة لتطوير الشركة بتوافر التمويل الحكومي. و في يونيو 1979 تملكت الحكومة الكويتية كامل حصص الشركة ونقلت تبعيتها لمؤسسة البترول الكويتية عند تأسيسها عام 1980.

## الأسطول
دخلت أول ناقلة في الخدمة عام 1959 بحولة 49,000 طن، وتوسع حجم الأسطول لتصل الحمولة الإجمالية إلى 1,000,000 طن من النفط الخام في عام 1975. و بلغ عدد أسطول الناقلات في عام 2001 25 سفينة بحمولة إجمالية تقدر ب3,200,000 طن من النفط ومشتقاته، بانخفاض من 38 سفينة بحمولة 4,100,000 طن في عام 1993، و جاء هذا الانخفاض نتيجة لتخلص الشركة من الناقلات القديمة. و الشركة بصدد استلام 4 ناقلات جديدة في عام 2012 شركة دايو لبناء السفن.

## وصلات خارجية
- الموقع الرسمي للشركة بالإنجليزية